# ウインド・リバー・インディアン居留地

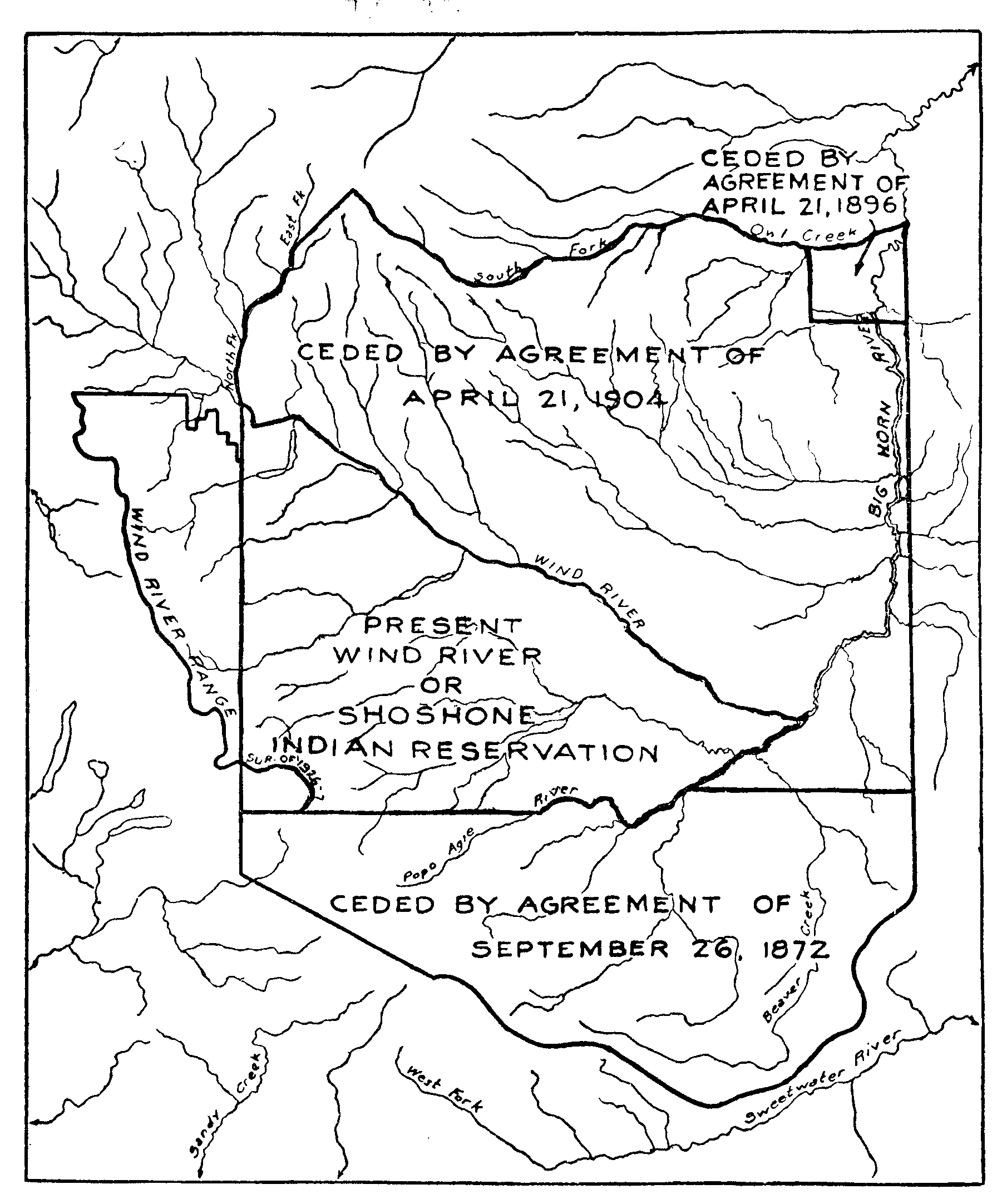
ウインド・リバー保護区

ウインド・リバー・インディアン居留地は、アメリカ合衆国のワイオミング州の中西部に位置するインディアン居留地。東部ショショーニ族と北部アラパホ族の ネイティブ・アメリカンが現在住んでいる。東西に約60マイル(97㎞)、南北に50マイル(80km)に広がっており、ウインド・リバー盆地にあり、ウインド・リバー山脈、オウル・クリーク山脈、アブサロカ山脈の一部が含まれている。 
陸地面積は8,995.7km2で、水域を合わせると9,147.9km2と面積では米国で7番目に大きいインディアン居留地であり、人口では5番目に大きい。この居留地は、フレモント郡の3分の1超を占め、ホットスプリング郡の5分の1超を占めている。 
2000年の国勢調査では、フレモント郡の人口は40,237人と報告されている。2010年の国勢調査によると、居留地には26,490人が住んでおり、割譲地とリバートンの町に約15,000人の非インディアンが住んでいる。部族の本部はワイオミング州フォート・ワシャキーにある。 
ワイオミング州のカジノの全てが居留地内に所在しており、それらはショショーニ・ローズ・カジノ（東部ショショーン族）、ウィンド・リバー・ホテル・アンド・カジノ、リトル・ウィンド・カジノ、789スモーク・ショップ＆カジノ（以上3つは北部アラパホ族）の合計4つである。 

## ウインド・リバー居留地の先史
ショショーニ族はこの地域で最も長い先史を持っている。 ツクディカ・マウンテン・ショショーニ（シープピーター）族のソープストーン・ボウルなどのユニークな物質文化が、1800年代初期から1,000年から3,000年以上、あるいはそれ以上さかのぼって、この地域で使用されていた証拠を、考古学者は見出している 。このマウンテン・ショショーニ族の子孫は、ウインド・リバー・インディアン居留地に住んでいる。 
ディンウッディ・ペトログリフは、ウィンド・リバー盆地やビッグホーン盆地といったワイオミング州中部に固有のものである。ディンウッディ・ペトログリフは、ツクディカ・マウンテン・ショショーニ（シープピーター）族の祖先の作品と考えられている。これは、トーリー湖ペトログリフ地区やレジェンド・ロックで見られるペトログリフの人物の一部が、ショショーニ族伝承のキャラクター、水の精霊の女性、パ・ワイプを表しているとみられるからである 。 

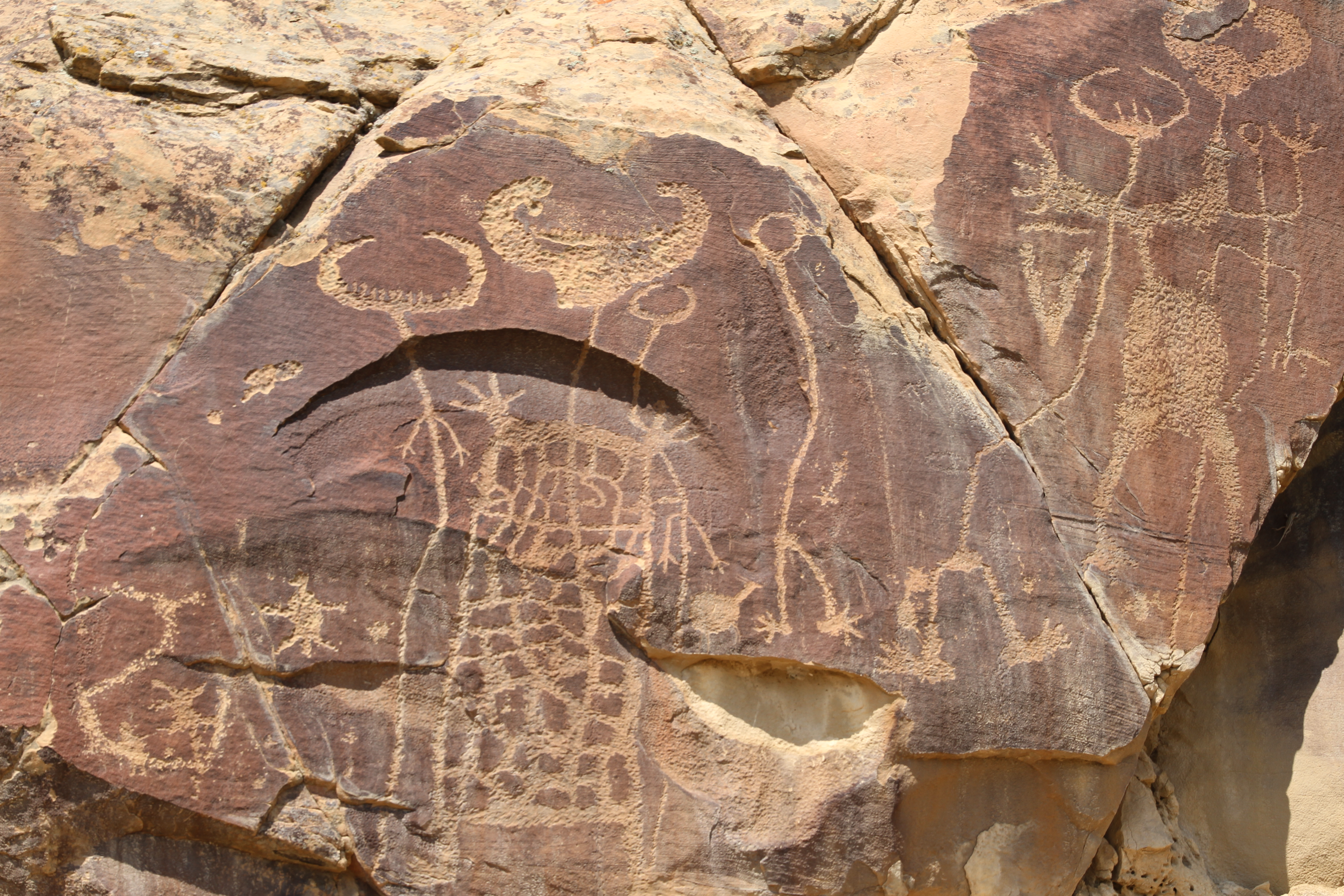
レジェンド・ロックのペトログリフ
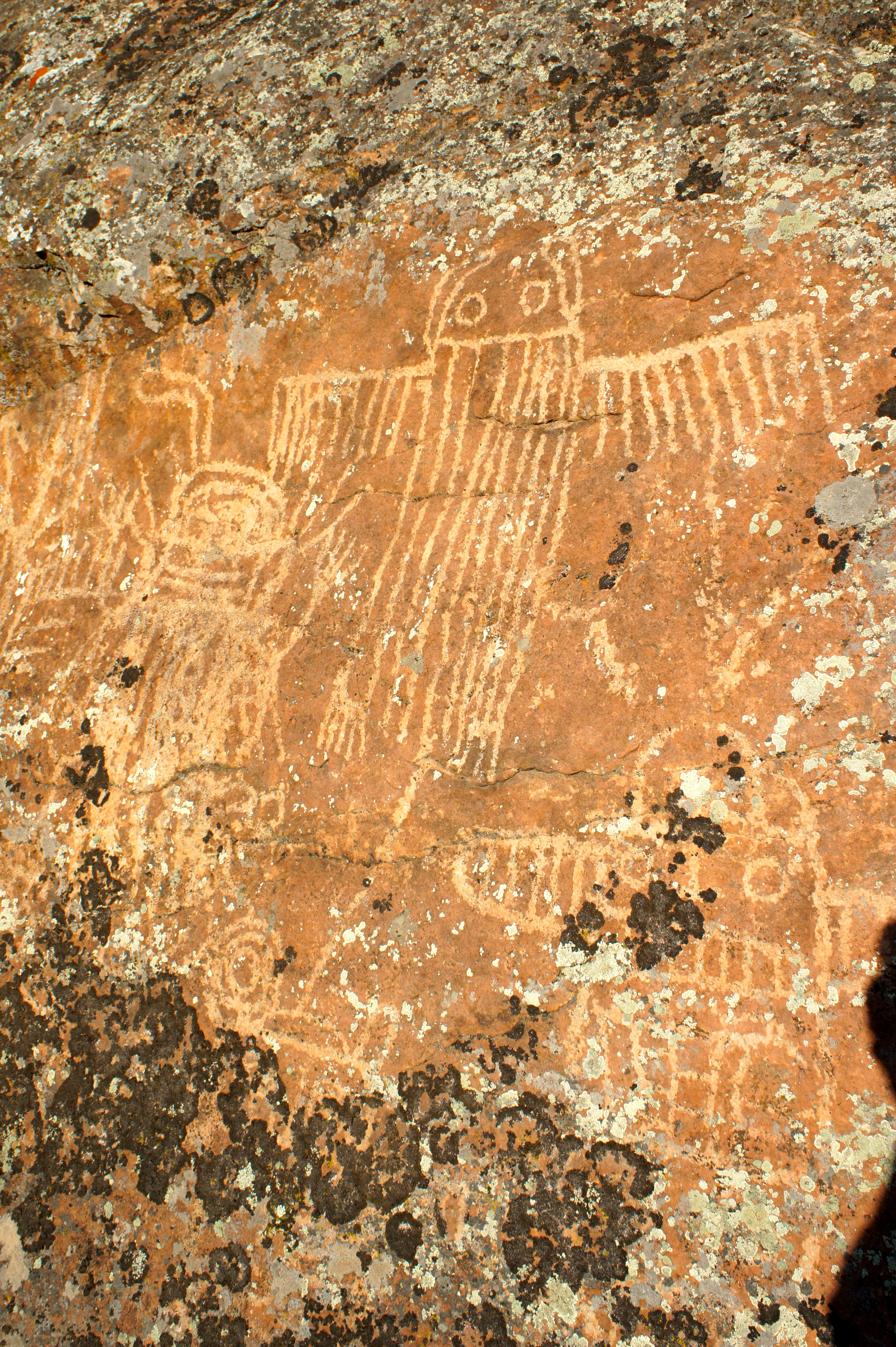
トーリー湖のペトログリフ

## 居留地以前の部族支配
今日のウインド・リバー・インディアン居留地は、ショショーニ族のグレートベースン文化とグレートプレーンズの部族文化の歴史的境界地域に位置している。 近年、多くの部族によって、この地域は狩猟場や争いの舞台となってきた。 
1800年以降、ウインド・リバー流域において、歴史上は最初にショショーニ族が、その後、クロウ族、シャイアン族、アラパホ族、ブラックフィート族、ラコタ族が加わったと記録されている。 後者の部族は、地政学的な力と食料資源のためにこの地域にやって来た。1800年以降の猟師の記録には、ウインド・リバー盆地において、地平線に巨大な塵の雲を上げながら逃げる何万ものバイソンの巨大な群れが描写されている。 
ショショーニ族は、1700年代にワイオミング州西部の大部分を支配していた。これは、スペイン移民と南西部の商人から馬を確保した最初の北部の部族だったからである。（アラパホ族は、リオグランデ川沿いのスペイン移民入植地とミズーリ川沿いの農業部族との間の貿易を通じて、グレートプレーンズに馬を導入するという同様の役割を果たした）ブラック・フィート族のような他の部族が馬を獲得し、争奪を企てたため、現在のワイオミング州でのショショーニ族の支配は減少した。 1820年代、ショショーニ族は、今日のウィンド・リバー・インディアン居留地からウィンド・リバー山脈のすぐ北にあるグリーン・リバー流域のロッキー・マウンテン・ランデブーにおける毛皮取引で、銃器も取引することで権力を取り戻し始めた。 
毛皮取引の開始により、ショショーニ族は再びスネーク川とグリーン川渓谷から東に力を及ぼし、平野部でバッファローを狩ることができるようになった。 毛皮取引によりグリーン川流域のバイソンが減少し始めたため、彼らはますます東へ狩猟域を広げる必要があった。 1830年代および1840年代には、プラット川、パウダー川流域、およびララミー平原での争いとして記録されている。 ショショーニ族は、ウィンド・リバー盆地を、冬の放牧地として、またはスイート・ウォーター、ビッグホーン盆地、ビッグホーン山地、またはパウダー・リバー盆地の狩猟場へのルートとして、定期的に使用していた。 
別の見方をすると、1600年代以降のスー語族とアルゴンキン語族の西部への移住は、平野とロッキー山脈中部の伝統的なショショーニ族の領地に新しい人々の流入をもたらした。これらの中西部、ミズーリ川、五大湖の部族のうち、グレートプレーンズに移住する最初期の部族には、クロウ、シャイアン、アラパホ族が含まれるが、いくつかの文献では、アラパホ族がグレートプレーンズを1000年間占領していた可能性に言及している。これらの部族の大部分は当初、ウインド・リバー地域のさらに北と東のグレートプレーンズに住んでいた。強力で多数のラコタ族は、アメリカ人の拡大によって西に押しやられ、先に移住した部族と衝突し、さらに西にロッキー山脈に移動した。 1800年代半ばまでに、これらの部族はすべて、現在も争われているウインド・リバー・バレーに侵入した。 
ショショーニ族の地名が、ビッグホーン盆地に数十の名前としてつけられており、ウインド・リバー盆地よりも、伝統的なショショーニ族領地の一部として東の土地の詳細な知識を示している。 同様に、アラパホ族はウインド・リバー盆地に精通しており、ウインド川/ビッグホーン川をホティー・ニイチーと呼んだ、これは「山羊川」を意味し、この地域の家畜の群れにちなむものである。 
1800年代半ばまでに、クロウ族はウインド・リバー・バレーとアブサロカ山脈を主に支配し、この地域を越冬地として利用しており、その地域に入ってきたショショーニ族と戦った。1830年代にワシントン・アーヴィングによって執筆された『キャプテン・ボンヌヴィルの冒険 The Adventures of Captain Bonneville』の中で、クロウ族長のアラポイッシュは、ウインド・リバー・バレーを、馬の飼料用のハマアカザとポプラの樹皮のある越冬地、と述べている。 一方、1850年代にワシャキー酋長らはウインド・リバー・バレーのクロウ族条約の土地を避け、ヘンリーズ・フォークやイエローストーンのようなクロウ族の場所や移民の道から離れて狩りをすることを好んだ。 
1851年のララミー砦条約下、公式に担保されていたウインド・リバー・バレーのクロウ族の優位性は、クローハート・ビュートにおいて一対一の戦いでワシャキー酋長がクロウ族酋長を敗北させたときに、事実上終わりを告げた、1850年代後半から1860年代初頭にかけてのことである。 ユタ州、アイダホ州、モンタナ州において移民の道と白人定住の増加により、狩猟が困難になってきたことで、ワシャキーはクロウ族に挑戦することを選択したようである。これによって、ワシャキーは武力行使してアメリカの国益に反することなく、クロウ族に占有されていたウインド・リバー・バレーを、ライバル部族から狩猟場を確保できる唯一の場所として、残した。 
ウインド・リバーのクロウ族の遺産は、ミドル・フォーク・ポポ・アジー川の名前に残っている。その川は、poepoe-zhuhと呼ばれ、「ドブンという音のする川(plopping river)」のオノマトペであるクロウ族の言葉「Poppootcháashe」に由来している 。さらに西にあるグリーン・リバーに対するクロウ族の言葉は、「Chiichkase Aashe of Seedskadee Aashe」で、「セージ・メンドリ川」を意味する。 
1868年のブリッジャー砦条約会議は、ウインド・リバー・バレーをショショーニ族の排他的領土として事実上指定し、1851年のクロウ族のララミー砦条約における権利に取って代わった。

## 居留地時代の歴史
今日のウインド・リバー・インディアン居留地は、もともとショショーニ族インディアン居留地として知られていたが、1868年のブリッジャー砦条約会議で、東部ショショーニ族との米国の合意により設立され、4,400万エーカー(18万km²)以上のかつての広大なショショーニ族領土から部族は締め出された。その後、米国対ショショーニ族の裁判で和解と土地取引が行われ、アラパホ族にこの居留地に対する法的権利が与えられ、ウインド・リバー・インディアン居留地と改名された。 
ショショーニ族の指導者であるワシャキー酋長はこの地域を好み、以前は領土を確保するための戦いでクロウ族を破っていた。1862年という早い時期に、インディアンの代理人であるルーサー・マン・Jr.は、ショショーニ族のために恒久的な居留地を設けることを推奨した。 1867年に探鉱者がサウス・パスで金を発見した後、インディアン代理人は、ウインド・リバー・バレーにショショーニ族保護区を緩衝地帯として配置することにより、多数の部族が採掘キャンプを襲撃するのを制限しようとした。 米国は、クロウ、ブラックフィート、シャイアン、ラコタ、アラパホなどの部族が、鉱山労働者ではなく、ショショーニ族を敵として攻撃することを望んでいた。 しかし、この地域はショショーニ族にとって一年中占領するには危険すぎるため、1868年以降、数年間、ワシャキー酋長は部族をブリッジャー砦に籠らせていた。 
ウインド・リバー地域では、1860年代と1870年代に部族間紛争が数回発生した。アラパホ族は1870年にウィンド・リバー・バレーに一時的に滞在したが、鉱夫たちとショショーニ族が、部族のメンバーとリーダーの1人であるブラック・ベアを攻撃し、殺害した後にその住居から去った。別の出来事として、ラコタ、シャイアン、アラパホ族の連合軍がトラウト・クリークのワシャキーのキャンプを包囲し攻撃した。ショショーニ族は、ティピーの内側に塹壕を掘り、反撃を仕掛けることで攻撃をしのいだ。最後の重大な紛争は1874年6月に起こり、167人のショショーニ族とアメリカの騎兵隊が、ショショーニ・インディアン居留地の東にあるブリッジャー山脈のノーウッド・クリークの上流におけるベイツの戦場で、アラパホ族を攻撃した。 
クリストファー・C・オーガ将軍にちなんで名付けられた駐屯地であるキャンプ・オーガは、1869年6月28日に現在のランダーの地に設置された（オーガーは1868年のブリッジャー砦条約の調印時の将軍である）。1870年にキャンプ・オーガーの名前はキャンプ・ブラウンに変更され、1871年に駐屯地は現在のワシャキー砦に移動した。 1878年に、米国の同盟国とショショーニ族長のワシャキーに敬意を表して名前が変更された。その砦は、1909年に米国が放棄するまで、軍の駐屯地として機能し続けた。それまでは、砦の周辺にコミュニティが発展していた。 
1804～1806年のルイス・クラーク遠征隊に同行した女性ガイドであるサカガウィアは、後にここに埋葬された。遠征時に子供だった彼女の息子のジーン・バプティスト・シャルボノーは、ワシャキー砦に記念碑があるが、オレゴン州ダナーに埋葬された。 
ワシャキー砦の東で長年にわたって運営されていた公立学校と病院に、アラパホ族の子どもたちは、学校のある期間はそこに寄宿していた。ワイオミング州エセットの St. Michael'sは、1917〜1920年に建設された。 アラパホ族の村はもともと、アラパホ族に食料を配給するための米国支部として設立された。かつては大きな交易所も運営していた。灌漑施設は、乾燥した地域での農業と牧場を支援するために建設された。アラパホ族はワシャキー砦の近くに製粉工場を建設した。これとは別に、ドーズ法の下で、共同部族の土地が個々の世帯に割り当てられ、後に非部族のメンバーに売却され、部族の土地基盤がさらに縮小された。 
1904年、東部ショショーニ族と北部アラパホ族は、ウィンド・リバーの北にある保留地の一部をアメリカ合衆国に割譲し、白人入植地に開放した。リバートン開拓と市は、この地で発展した。一括払い、または前払い購入の代わりに、この譲歩は、それぞれの入植地の部族に金銭を支払うことを、合衆国に要求するものであった。割譲地の大部分が入植者によって取られなかったことから、居留地の割譲された部分は後に東部ショショーニ族と北部アラパホ族に返還された。 

### ウインド・リバーのアラパホ族入植地
1878年～1879年の冬、アメリカ合衆国軍は北部アラパホ族をインディペンデンス・ロック近くのスウィートウォーター・バレーに護送し、その後ショショーニ族のワシャキー砦に一時的に留置し配給をした。アラパホ族を、歴史的な敵対関係のあった部族の近くに配置するというこの決定は、ショショーニ族に重要な歴史的および政治的結果をもたらした。 
1851年のララミー砦条約に基づくコロラド州東部とワイオミング州南東部の大部分を含む旧アラパホとシャイアン族の居留地は、1859年のコロラド州のゴールドラッシュの後、白人に支配されていた。 その後、アラパホ族は1868年のララミー砦条約に署名した、その条約は、グレート・スー族の居留地に居住することを請求するものであり、ミズーリ川の西にある現在のサウスダコタ州の西半分を含み、獲物が残っている限りワイオミング州のプラット川の北を狩猟する権利も含んでいた。 
実際には、アラパホ族はスー族が支配する地域に恒久的に居住することを望まなかった。彼らはレッド・クラウドのような強力なスー族の指導者たちに軽視されており、ラコタ部族に文化的に包囲されないようにしたかった。代わりに、アラパホ族は彼ら自身の居留地を望んでいた。1868～1869年、アラパホ族は、モンタナ州のミルク川の管理局で、言語的に関連するグロヴァント族とともに居住する場所をざっと探したが、天然痘が流行したためこの地を去った。さらに、アラパホ族の司祭でありリーダーのウィーゼル・ベアは、アラパホ族がグレートプレーンズではなく、ロッキー山脈に近い地域に恒久的な居住地を見つけるという構想を持っていた。アラパホ族の生活様式には、伝統的に山岳地域での狩猟の利用が重要であった、対象地域は特にエステス・パーク周辺のコロラド・ロッキー、そのほかスノーイー山脈、ビッグホーン、ブラック・ヒルズ、ララミー山脈も含まれていた。 
米国陸軍の支持を求めて、アラパホ族の指導者シャープ・ノーズと彼の仲間たちはクルック将軍と同盟を結んだ、彼らは以前の同盟族であったシャイアン族に対する斥候と陸軍をみなしていた、1876年11月、ショショーニ、シャイアン、スー、ポーニー族の偵察兵とともに、米国軍側についてダル・ナイフの戦いに参加した。米国陸軍の将校は、ワイオミング州東部のアラパホ族居留地のアイデアを支持した、この時クルック将軍はタン川の管理地を約束したのかもしれない。しかし、米国の政策はその実現を妨げた、なぜなら、1868年以降、米国は実質的に部族との居留地条約の交渉をやめ、代わりにそのような協定には大統領命令を使用するようになったからである。 
1878年、米国陸軍は冬の始まりに空腹で貧しい状態の約1,000人のアラパホ族を目の当たりにした、彼らはレッド・クラウド管理地の近くに住むことを嫌っていた、その土地はランドール砦の同意を得た管理地で、かつ南部アラパホ族のインディアン準州でもあった。 そのため、陸軍士官らは配給を分配するため、最も近い代替管理地としてワシャキー砦を探しだした。ショショーニ族は、1868年のブリッジャー砦条約評議会に基づいて、他の部族に居留地を認めてもらい、決定するための権利を有していたにもかかわらずである。 
米国政府が部族を再配置するためにそれ以上行動を起こさなかったため、ワシャキー砦でのアラパホ族の一時的な配置は恒久的になった。アラパホ族は、クルック将軍が亡くなる1890年まで、自分たちの居留地を希望し続けた。1800年代後半の土地譲渡を含む取引では、政府は、ホット・スプリング郡のサーモポリスの売却などの譲歩の議論にアラパホ族を含めることにより、あたかも彼らが居留地とその資源の当事者であるかのように繰り返し行動した。これは、ショショーニ族の抗議（後に法廷に持ち込まれた）にもかかわらず、アラパホ族は居留地に対する法的要求を持っていなかったということであった。歴史学者のロレッタ・ファウラーによると、当時のアラパホ族の指導者たちは、ウインド・リバー・バレーの土地を確保するための実質的な法的地位がないことを知っていた。彼らは、土地の所有権と土地に対する主張を固めるために、部分的に土地の譲渡と保留地の割り当てに参画した。 
1938年の米国政府とショショーニ族の合衆国最高裁判所判決によって初めて、政府が誤ってショショーニ族の土地と資源をアラパホ族に与えたと認めた。その後の土地取引により、アラパホ族の主張は公式なものとなった、すなわち、ショショーニ族インディアン居留地の土地と資源の半分がアラパホ族の所有となった、そして正式にウインド・リバー・インディアン居留地と改名された。 
このアラパホ族の居留地成立までの複雑な歴史は、今日でも居留地の部族間関係と政治に影響を与え続けている。時間が経つにつれて、2つの部族のメンバー間で結婚が進み、歴史的に敵であった部族のメンバー間のつながりが構築され、政治協力が促進された。しかし、各部族の独立した主権を維持し、行使する努力は、居留地の大きな原動力となっている。 

### 20世紀半ばから現在まで
1970年代および1980年代、ウインド・リバー・インディアン居留地の石油とガスの管理者が、東部ショショーニ族と北部アラパホ族から石油を詐取していることが判明した。合意事項では、企業は石油を抽出し、その生産のロイヤルティを部族に支払うことになっていたが、ロイヤルティを支払わないオイルを別に供給し密かに収集して販売していた。この事実が公表されると改革がなされた。 
2011年の人口は、ショショーニ族が3,737人、アラパホ族が8,177人であった。180,387エーカー(730km²)の荒野を含む1,880,000エーカー(7608km²)の部族の土地  は、2000年の人口比で、6,728人（28.9％）がネイティブ・アメリカン（全体または一部）であり、そのうち54％がアラパホ族と30％がショショーニ族であった。ネイティブ・アメリカンの人口のうち、22％が自宅で英語以外の言語を話す。 

### 土地と野生生物の保護
ウインド・リバー・インディアン居留地は、1964年の国の原始地域法が成立する数十年前の1930年代に、ウインド・リバー山脈に180,000エーカー(728km²)の道路のない地域を設置した。
インディアン部族は、ヘラジカ、アメリカアカシカ、ミュールジカ、オジロシカ、オオツノヒツジ 、プロングホーンなどの狩猟の個体群を再設定し、これらの種を保護するための狩猟規制を制定した。2016年11月、ショショーニ族は10頭のバイソンを居留地に導入した。これは1000頭の群れの繁殖計画の手始めである。それは1885年以来ウインド・リバー保護区で見ることのできた最初のバイソンとなった。バッファローの生息地として適した地域は、西側で700,000エーカー(2833km²)、保護区の北部でさらに500,000エーカー(2023km²)と推定されている 。 

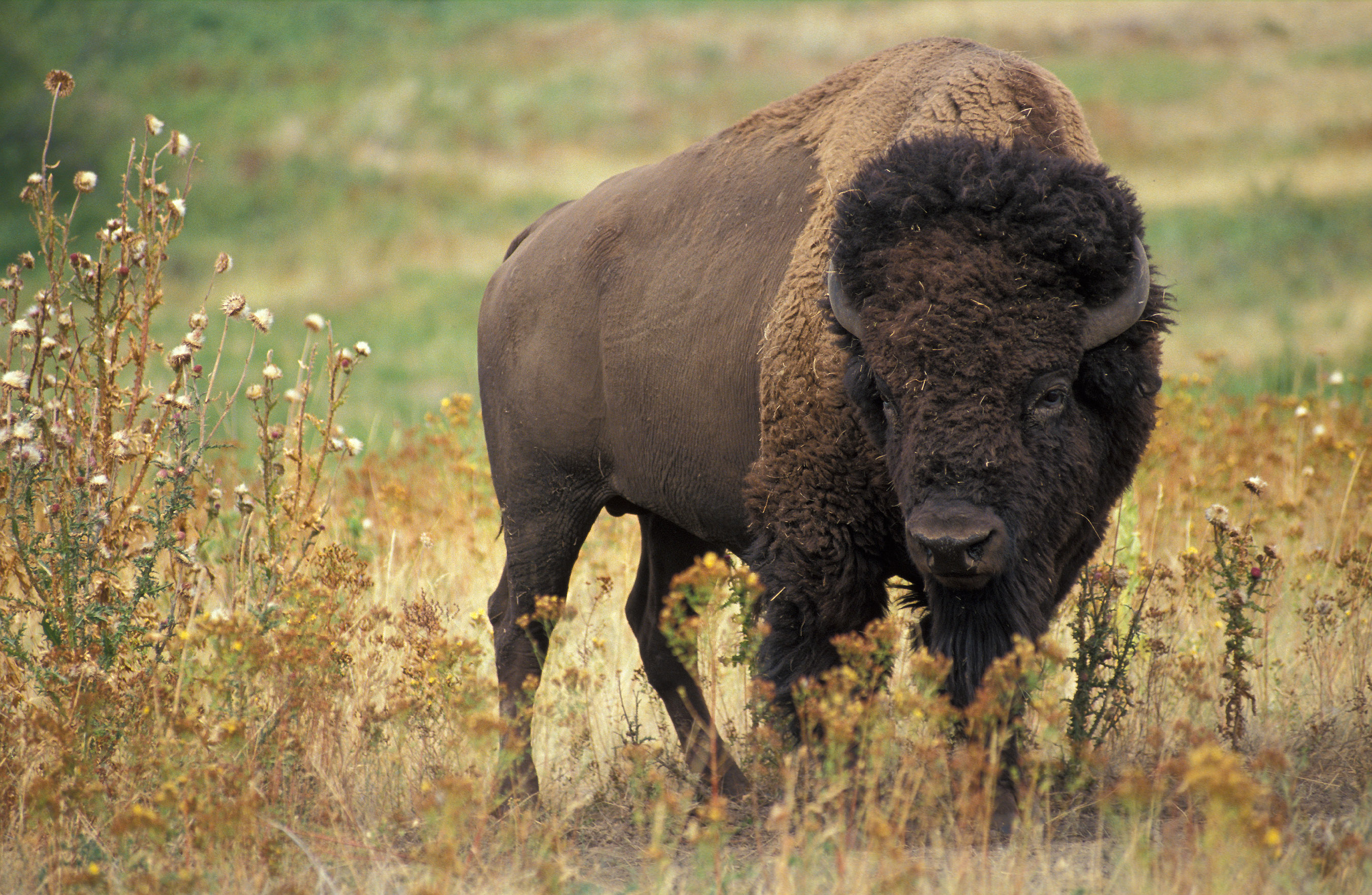
アメリカバイソン(bison)
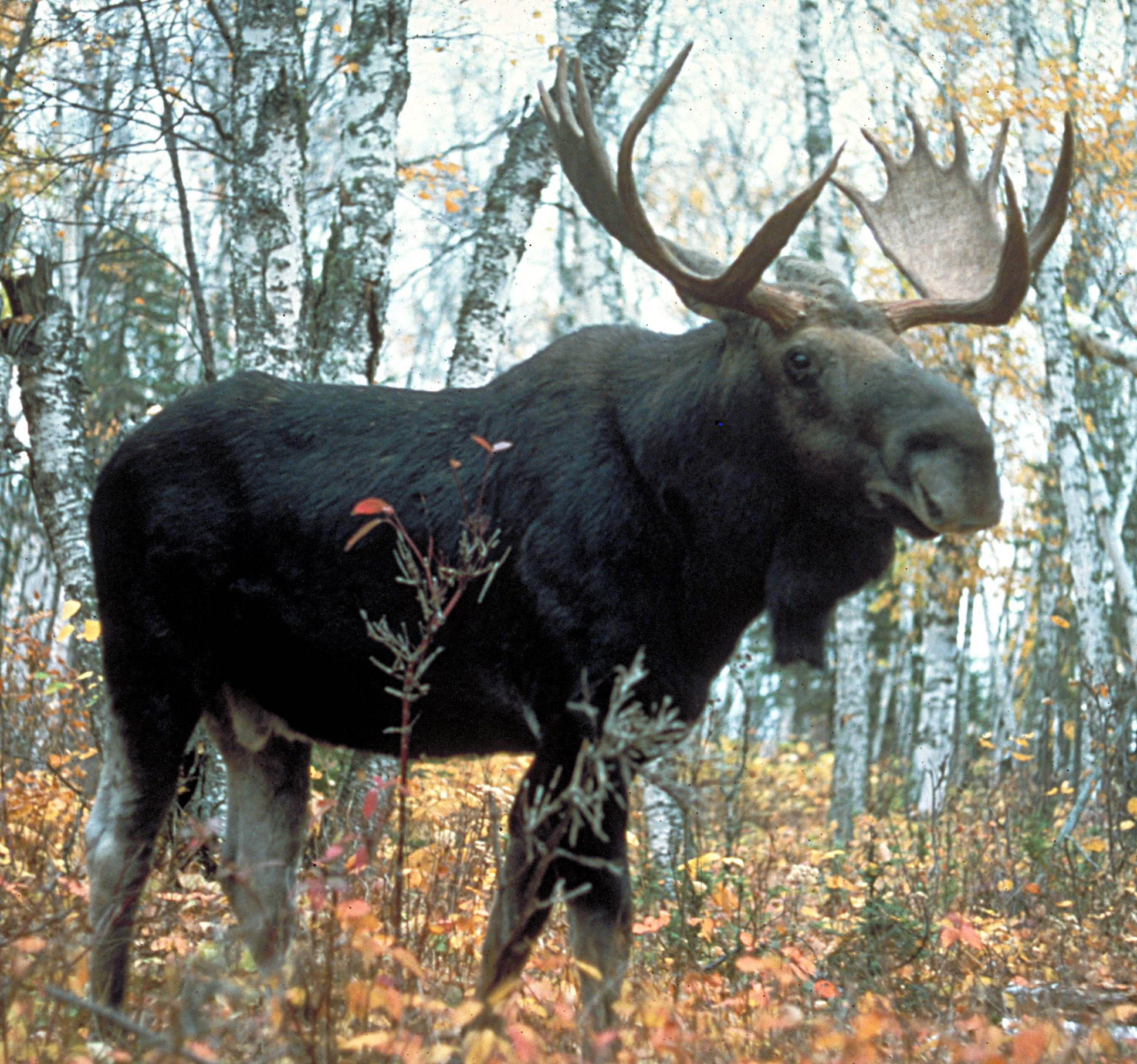
ヘラジカ(moose)
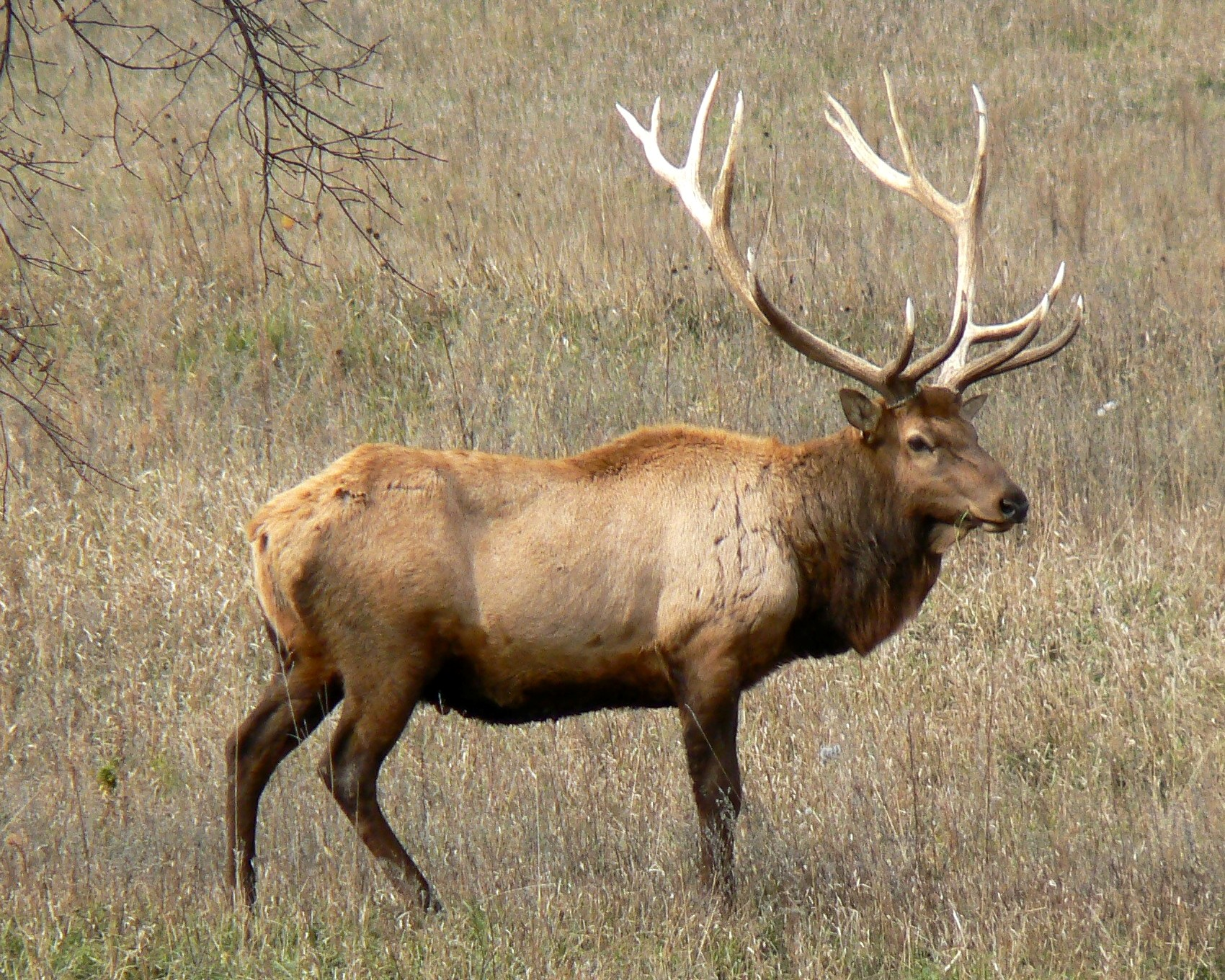
アメリカアカシカ(elk)
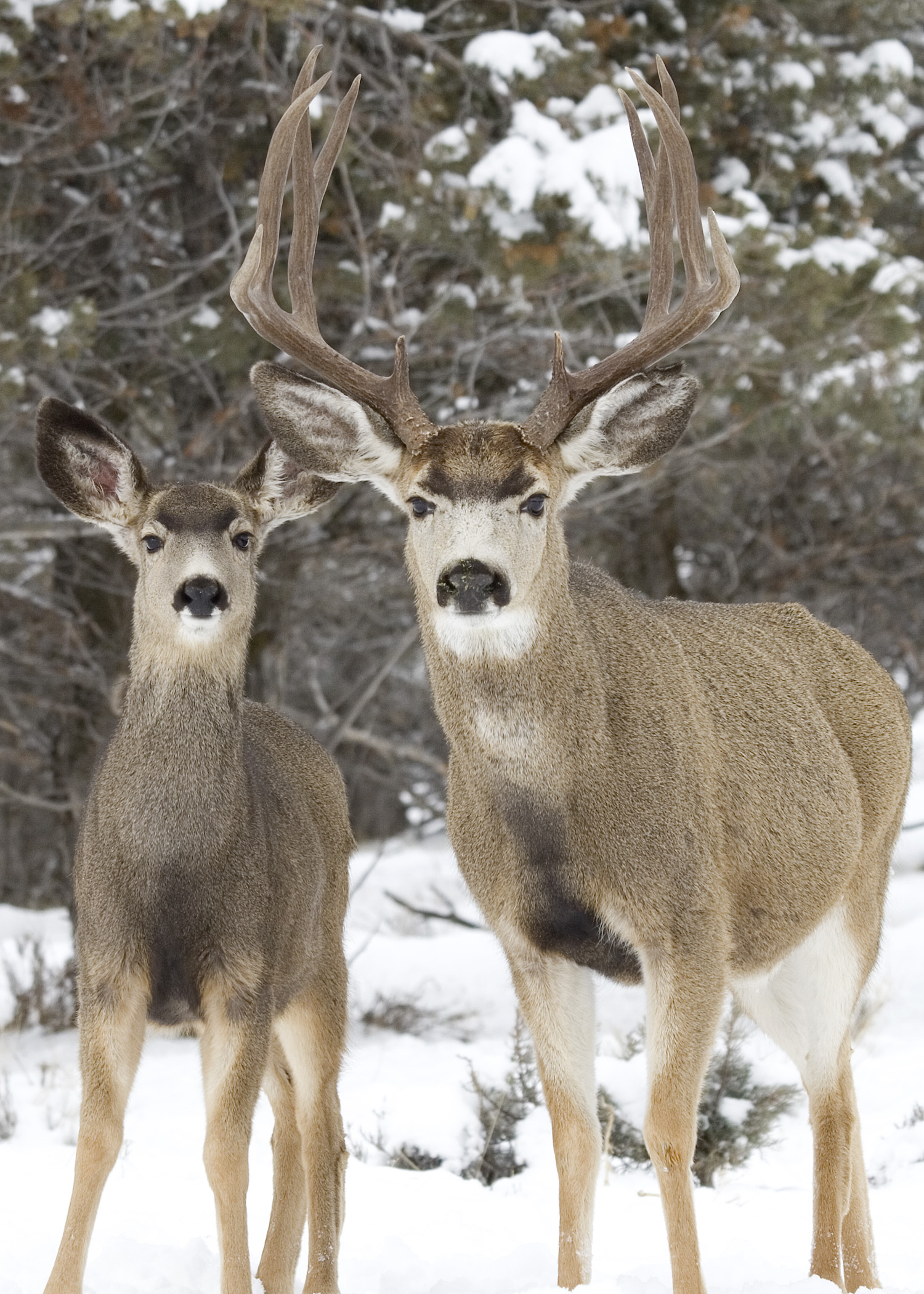
ミュールジカ(mule deer)
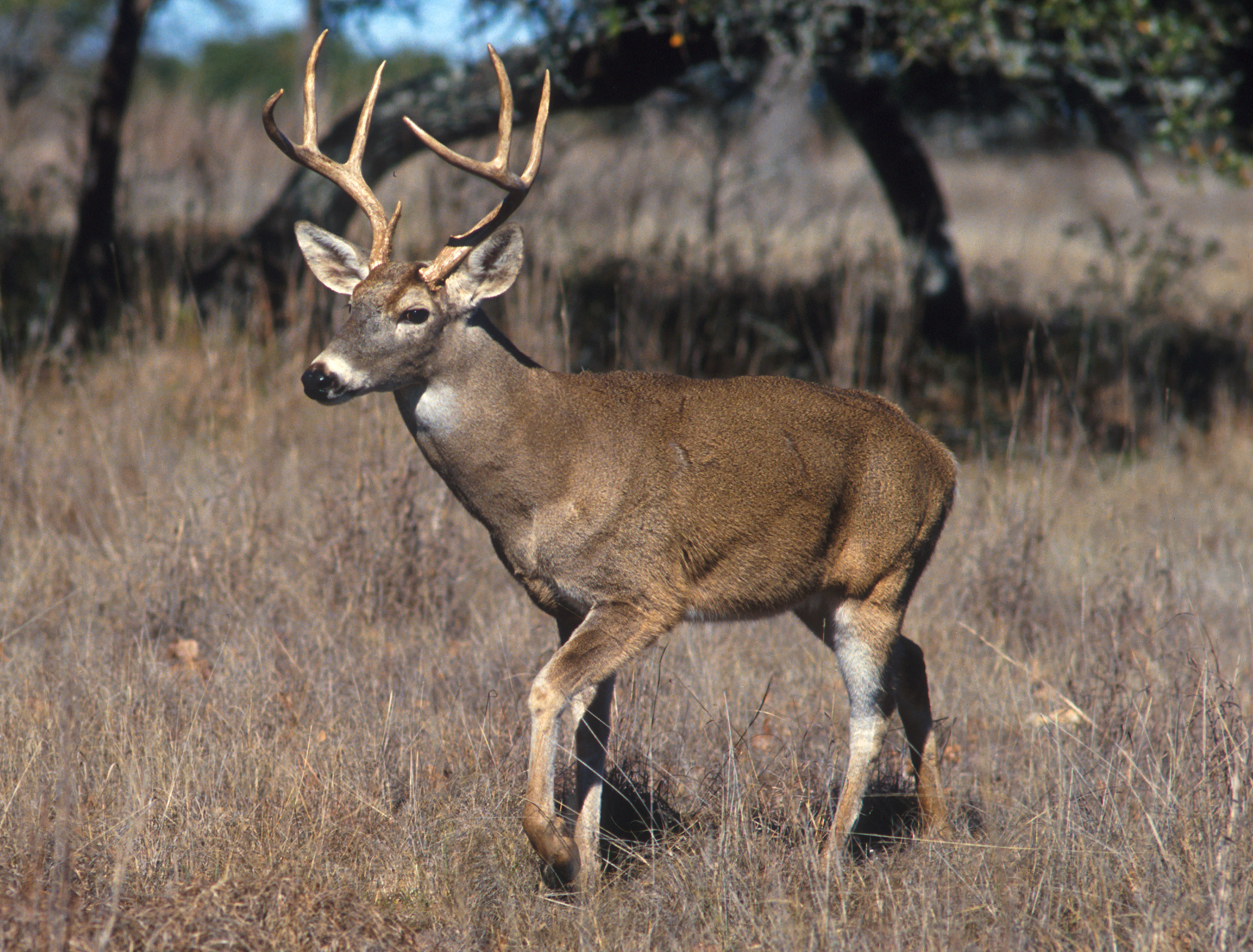
オジロシカ(whitetail deer)
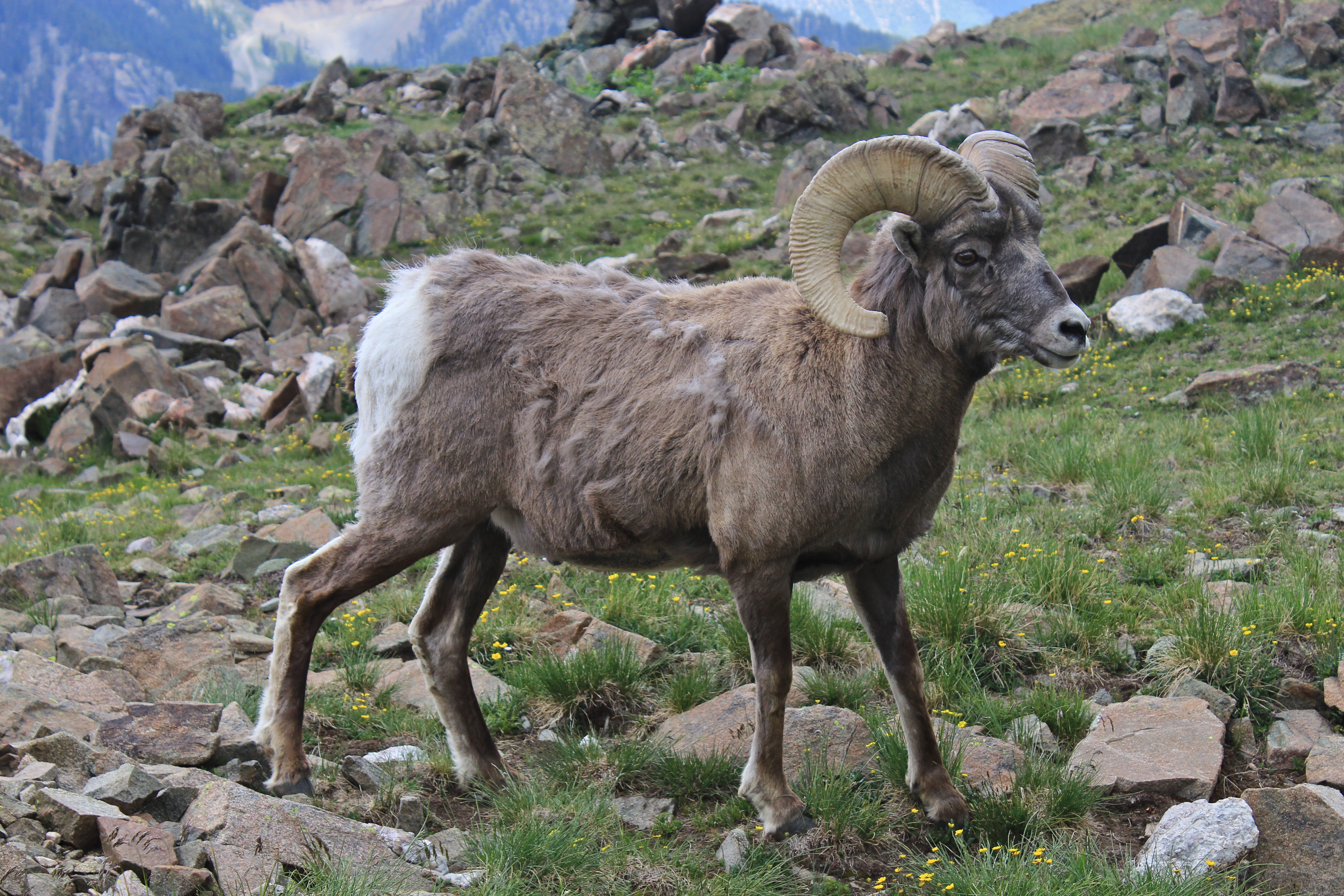
オオツノヒツジ(bighorn sheep)
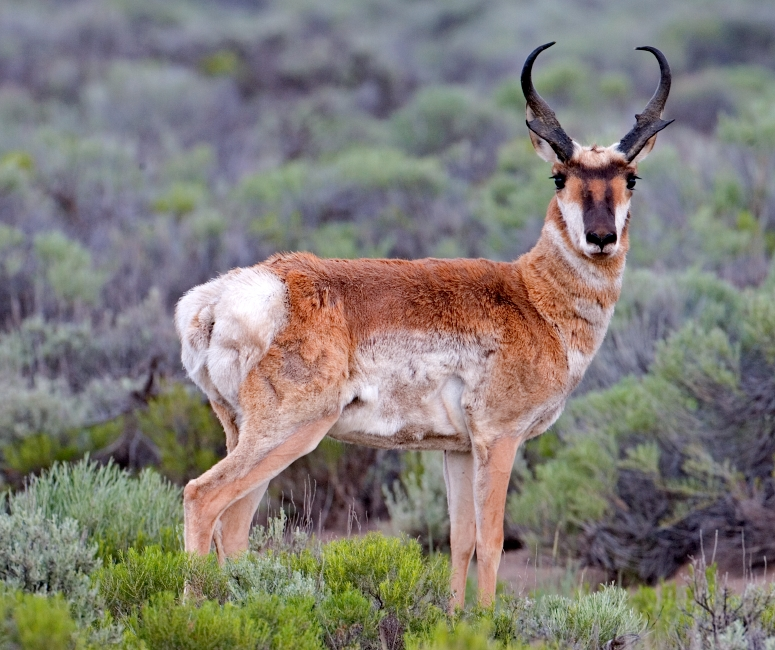
プロングホーン(pronghorn)
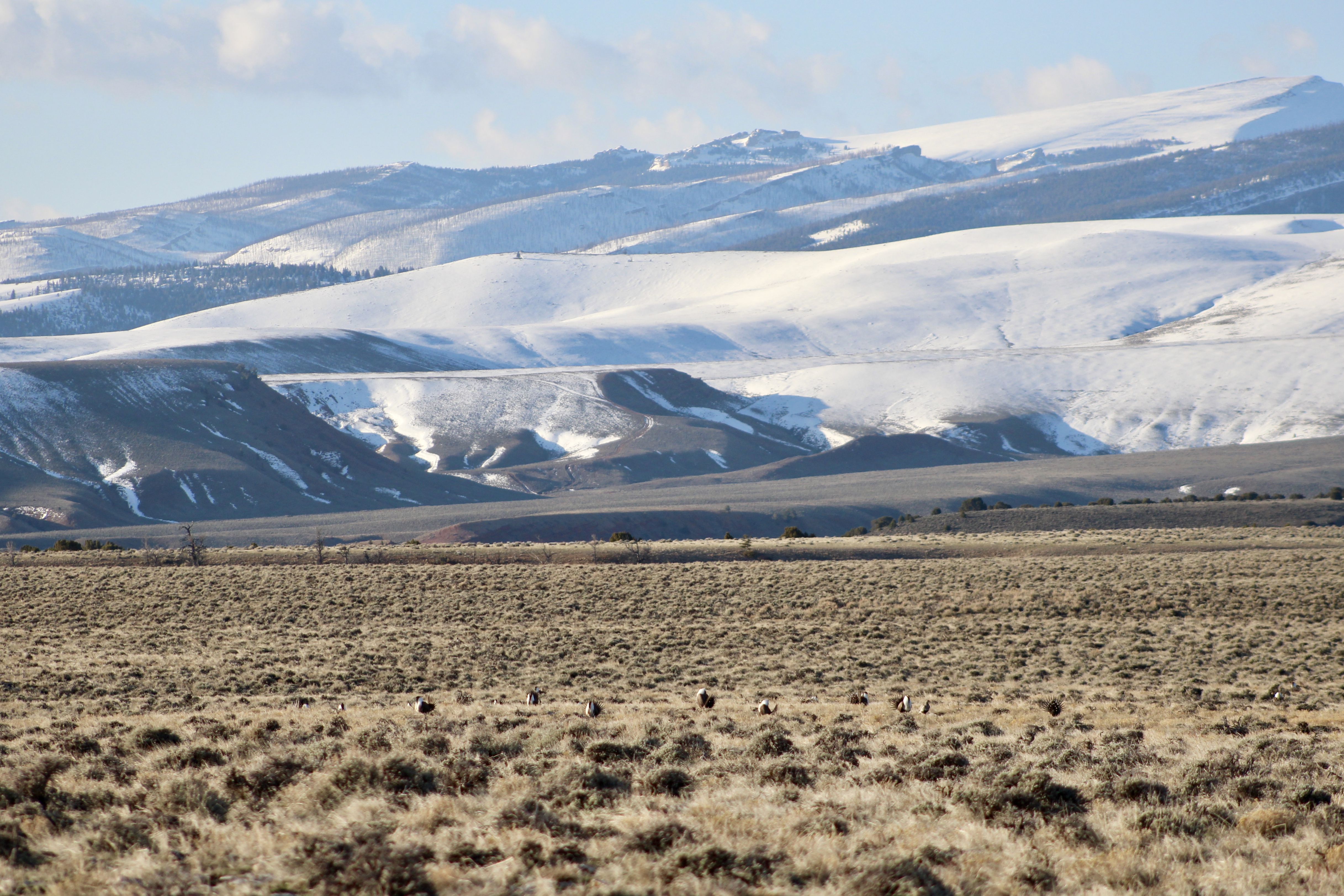
ウインド・リバー居留地のキジオライチョウ(greater sage-grouse)

## 観光

### 宿泊と博物館
観光施設には、ウインド・リバー・カジノとショショーニ・ローズ・カジノにあるホテルが含まれる。 東部ショショーニ族文化センターとワシャキー砦学校の図書館、ウィンド・リバー・ホテル・アンド・カジノの北部アラパホ部族体験室には、多数の文化センターと解説展示がある。 ランダーのロッキーズ博物館では、夏の間、毎週パウワウのダンスが実演されている。 

### 釣り、ハイキング、登山、ラフティング
ウインド・リバー・インディアン居留地では、地元の販売業者から部族の許可証を購入すれば、部族以外の人でも釣りやハイキングができる。許可証により、ドラマチックなウインド・リバー山脈を取り囲む道路のない部族地域を含む、保護区の南半分の漁場への立ち入りが許可される。ガネット・ピークまでもっと近づきたいハイカーや登山家は、ガイドを雇って登山口までドライブすることができる。この居留地では、サーモポリスの委託業者によって、壮大なウインド・リバー・キャニオンでの急流ラフティングや釣りといった体験も提供されている。 

### パウワウ
ウインド・リバー地方は、ウインド・リバー居留地が存在する広大な土地であり、観光客が重要な文化体験を見て参加する機会を提供する。 
計画的に予定されているパウワウは一般から参加できる。ウインド・リバー郡では、6月に東部ショショーニ族のパウワウ、7月にエセット祭、9月に北部アラパホ族のパウワウといった3つの大きな祝祭が年間を通じて行われる。金曜日の夜から始まるこれらの儀式は、ごちそう、歌、踊りがあるネイティブ・アメリカン文化の重要な側面である。土曜日と日曜日にもパウワウのお祭りがある。 
パウワウの重要な側面は、ダンサーのレガリアを披露することである。それぞれの作品はダンサーにとって個人的に重要であり、羽、貝、骨、ビーズ細工、時には家族の家宝を利用したユニークな手作りの品である。行われる踊りは伝統的なものであり、音楽と同様に彼らが属する部族に固有のものである。この光景はウインド・リバー地方観光ウェブサイトで、訪れようとする観光客に、次のように説明されている、「一瞬目を閉じると、あなたは音楽に心を奪われます、すべてのダンスにはドラムと歌が伴い、ドラムビートは部族の鼓動を表す神聖なものと見なされています」 それぞれの素敵な音色が、人々の祈りとともに歌をグレート・スピリットに伝える。ウェブサイトは、パウワウは入場無料であると宣伝している。 

## 大衆文化において
- PBSはドキュメンタリー映画の『チーフ（Chiefs）』を放映した。これは、ウインド・リバー居留地における高校バスケットボールチームのメンバーの成功についての内容で、2000～2001年にかけて、ダニエル・ジュンゲが撮影した。
- マーガレット・コエルは、ウインド・リバー居留地に設定された一連のミステリー小説を書いており、アラパホ族の弁護士ヴィッキー・ホールデンと架空の聖フランシス伝道師のジョン・オマリー神父が登場する。居留地における実際のローマ・カトリックの布教は、聖ステパノのインディアンの布教である。
- 2017年、映画『ウインド・リバー（Wind River）』が公開された。 テイラー・シェリダンが脚本を担当し、ジェレミー・レナー、エリザベス・オルセン、グレアム・グリーン、ギル・バーミンガムが主演。 季節を冬に設定したスリラーミステリーは、居留地での社会情勢におけるアラパホ族の若い女性の死を探っていく。この映画は本当の出来事に基づいており、居留地における性的暴行を描写している。
- Facebookは、ジャクソン・ティシ監督による映画『グッド・メディシン（Good Medicine）』を制作した。今日の伝統的な修行、パウワウ・ダンス、スケートボードに至るまで、「良薬」の幅広い定義を示している[21]。

## 現代の問題
ウインド・リバー・インディアン居留地の現在の社会的および経済的状況は、その歴史的ルーツを複雑にしている。この居留地には、文化的な生存、適応、愛国心の多くの例がある。しかし、居留地コミュニティは、 植民地主義 、土地の没収、強制的な同化と文化的破壊、家族の混乱、環境の抽出と劣化、権利剥奪、世代間の貧困という遺産にも苦しんでいる。 部外者によって作成されたメディア描写は頻繁にこれらの格差に注目するが、部族のメンバーはそのような物語に公然と反対している。 

### 居留地における犯罪とメディアの描写
ウインド・リバー・インディアン居留地の若者の非行という表題で実施された数十年にわたる研究は、居留地の若者の多くがさまざまな犯罪で起訴されたことを示した。 この研究は、1967年から1971年にかけて、1,047件の少年事件が居留地のインディアン犯罪裁判所によって調査されたことを示している。 1,047件のうち693件が非行を扱っており、このうち470件は若い男性被告に関係している。 未成年者の罪状分布は、917件の罪状のうち251件がアルコール関連の犯罪（公共場所での酩酊、未成年所持、飲酒運転）に関係していることを示している。 
2009年、3人の若いネイティブ・アメリカンの少女ら（13、14、15歳）が居留地で殺害された。彼女らは、低所得の部族住宅コミュニティであるビーバー・クリークの小さな家の寝室で発見された。 ヘロイン中毒者の治療薬として使用される鎮痛剤であるメタドンを過剰摂取していた。 しかし、彼女らがどのように鎮痛剤を受け取ったかは誰も知らないので、検死官は彼らの死を殺人と判断した。居留地の警察は非常に貧弱なため、FBIが殺人の主任捜査官となった。  ロードアイランドほどの大きさのエリアを、たった6人の居留地の警察官がパトロールしているような状況である。やがて、10代の少年2名が少女らの死に関連したとして逮捕された。少年は祖母のメタドンを少女らに与えた、彼女たちはすでに麻薬でハイになっており、家に帰って両親に会わせたくなかったので、症状を快方させようとしたと供述している 。 
21世紀初頭に、メディアは居留地の貧困と失業の問題を報道した、その結果、高い割合の薬物乱用とそれに関連する犯罪をもたらした[9] 。2012年、ニューヨーク・タイムズは『残忍な犯罪がインディアン居留地を蝕む』という記事を掲載した。ティモシー・ウィリアムズが書いたこの記事によると、イラク戦争における戦略でも用いられた「警官の増員」が行われた、すなわち、犯罪と戦うために、国立公園局や他の連邦政府機関から、何百人もの警官を異動させることであった。 これは他の居留地で大きな成功を収めたが、ウインド・リバー・インディアン居留地では、暴力犯罪が逆に7％増加した。2013年に、ビジネス・インサイダーは写真スクラップブックを作成し、地元住民は、ロサンゼルス近郊のコンプトンのような悪名高いアメリカの場所とは異なる街と見なしていることを示した。 
居留地はメタンフェタミン危機を経験しており、その依存症は引き続き問題であったが、その後大幅に減少した。 他の住民は、ウインド・リバー・インディアン居留地は、報道でしばしば描写されるよりも希望のある場所であると言っている。 

### 公衆衛生
ウインド・リバー・インディアン居留地には2つの外来クリニックがある。1つはアラパホにあり、もう1つはフォート・ワシャキーにある。クリニックでは、以下のようなさまざまなサービスを提供している、問題行動の医療、社会サービス、営業所、地域保健看護、購買/紹介医療（PRC）、歯科、糖尿病プログラム、検査室/放射線学、医療記録、医療サービス、看護、検眼、環境医学のオフィス、レビューとコンプライアンスの利用。居留地に住んでいる人の平均寿命は49歳である。 
『アメリカ・インディアン・コミュニティにおける自殺の蔓延』によると、1985年に行われた居留地における自殺に関する調査では、8月と9月に非常に高い自殺者数が発生していた。報告された死者は12人で、自殺の脅迫または自殺未遂の追加の確認例が88件あった。ネイティブ・アメリカンの部族におけるこの自殺の蔓延は、高い失業率とアルコール乱用に起因する可能性がある。自殺未遂の40件は13〜19歳であり、24件は20〜29歳であった。88件の自殺未遂のうち、アルコールは47件の事件に関係しており、男性は46件、女性は42件であった。居留地が直面する自殺の蔓延を食い止めようと、多くのイベントが行われた。 両親やコミュニティの年長者は、子供たちのためにビンゴ・ナイトは止め、代わりにレクリエーション活動を開催した。また、学校は学習センターと体育館の時間を延長した。 アルコール治療プログラムは、アルコールを提供しない10代のダンスを毎週開催し始めた。これらの活動趣意は、子供や若者に安全でアルコールがない環境を提供するように企画された。これは最終的に自殺の蔓延、および若年齢層の自殺未遂を防いだ。 
2001年に公開された記事『アメリカ・インディアンの飲酒の社会構造：アメリカ・インディアンと白人の公務員の認識』は、居留地に住む12人のネイティブ・アメリカンと居留地に住む12人の白人という小さなサイズのサンプル集団を対象にインタビューしたもので、この記事によるとアルコール依存症の問題は居留地に確かに存在している。ネイティブでは12人のうち10人が、アルコールは未成年者と大人の両方に共通の問題であると回答したが、白人では12人全員が共通問題と回答している。また、アメリカ・インディアン12人のうち10人がアルコールは犯罪に強く関係していると回答、白人では12人中11人であった。ネイティブと白人で最も差異があった質問は、アルコールが居留地で非常に深刻な問題であるか？に対し、その通りと答えたのは、アメリカ・インディアンでは12人のうち8人だけで、白人では12人のうち11人であった。キャスパー・スター・トリビューンの記事によると、2004年の79人の死亡者のうち、4分の1がアルコール性肝硬変によるものであり、半分はアルコール性死亡に関連した自動車事故と薬物絡みの殺人によるものであった。インディアン保健サービスの地域局長のキャシー・キーンによると、居留地の公衆衛生サービスは緊急医療を必要とするものにしか資金を提供できないほどになっている。資金不足により、手術や医療処置が少なくなった。インディアン保健サービスの最高経営責任者であるリチャード・ブラナンによると、フォート・ワシャキー健康センターは、必要な資金の半分しかなく、十分に機能していない。 
全国平均の36.5％に比較し人口の約71％が肥満であり、また同じく9.4％に対し12％が糖尿病であることが、研究により判明した。 2009年、患者ケア、地域の臨床ケアシステム、および臨床医の改善のため、メルク財団アライアンス（Merck Foundation Alliance）の糖尿病格差削減（ARDD）から、居留地は5年間の助成金を受けた。 基金の最終的な目標は、糖尿病の発生率を下げるために、他の居留地でも適用できる理想的なモデルまたは解決策を見つけることである。基金を受けた後、プロジェクトチームは、居留地における糖尿病の予防と管理に関心を持つメンバーを集めた。彼らはウインド居留地連合のメンバーを募集した、募集対象の機関は以下である、ウインド・リバー・インディアン・ヘルス・サービス、フリーモント郡公衆衛生、ワイオミング大学の「Centsible Nutrition Program」、サンダンス研究所、ワイオミング州保健省の糖尿病予防プログラム。これらのメンバーの支援で、医療サービスの障壁と問題を理解するため、居留地住民で構成されるフォーカスグループがつくられた。このグループは、慢性医療モデルに基づく疾患管理プログラムを作成した、このプログラムは、糖尿病であるメンバーまたは糖尿病のリスクあるメンバーを調べることに焦点を当てている。彼らは、住民のライフスタイルと文化を考慮した特定の運動と栄養プログラムを作成した。すでに病気と診断された個人のために、そのプログラムは自己管理教育プログラムを作成した。5年間のプログラムの後、臨床成績が改善される結果となった。参加者の47％は、HbA1cレベルの低下、平均1.12ポイントの糖尿病管理の改善を見た。このプログラムの成功により、アストラゼネカ財団からの2年間の助成金により、心血管疾患の危険にさらされている350人の居留地住民を支援することとなった。

### 教育
高校の修了率の割合は、白人の80パーセントに対し、ネイティブ・アメリカンは60パーセントに過ぎない。また、ウインド・リバー居留地の中退率は40％で、ワイオミング州平均の2倍以上である。さらに、居留地の10代の若者は、ワイオミング州の他の青少年と比較して自殺者は2倍に上る。児童虐待、10代の妊娠、性的暴行、家庭内暴力、アルコール依存症など、居留地で一般的に発生する問題がある。2010年4月、ワイオミング・インディアン中学校で、8年生が故殺（voluntary manslaughter）で殺害される事件が発生している。ウインド・リバーの犯罪率は全国平均の5〜7倍であり、ギャングによる暴力の歴史がある。ウインド・リバー・インディアン居留地は、驚くほど高い失業率に苦しんでいる。2005年のインディアン事務局の報告によると、北部アラパホ族の失業率は73％、東部ショショーニ族の失業率は84％であった。他の居留地の失業率も同等かそれ以上である。改善策の手立てについては、いくつか意見の一致があるようである。一例は、適切な物理的インフラストラクチャの不足であり、良い道路と橋、公共の給水と衛生施設、および適切な教育が必要である。ワイオミング州教育省は、居留地の教育システムを改善するために、北部中央総合センターと協力することを決定した。彼らは、居留地内の異なる学校のクラス内で複数の意見交換会を実施した。その後、保護者と生徒の両方が、ウインド・リバー居留地の学校にはネイティブ・アメリカンの教師がさらに必要であるというコンセンサスに達した。また、彼らは、いじめやギャングを減らすための安全の強化と、ネイティブ・アメリカン言語などのネイティブ・アメリカン関連の学習コース設置を提唱した。最後に、生徒と保護者は、居留地内のすべての学校で行われるべき学力期待値の基準を望んでいた。両親の一人は以下のように言っている、「私の孫はランダーの学校に行っています。私たちは彼に居留地に戻ってほしくありません、なぜなら、私の孫がいる場所からこの居留地は2年は遅れているので。」 ワイオミング州教育政策部顧問のミーガン・デゲンフェルダーは、意見交換会の要望により「ネイティブ・アメリカンの学生の教育を改善し、リソースと時間を最大限に配分できるようにする」ための正しい方向に進んでいると述べた。 

### 環境
モンタナ州ビリングのロッキー・マウンテン部族疫学センターの医師および疫学者であるフォロ・アキンタンの予備データによると、ウインド・リバー居留地の住民の10人中4人は、癌で死亡したと報告されている。住民の多くは、それがセント・スティーブンス付近のウラン工場と汚染プルームによるものだと考えている 1958年、サスケハナ-ウェスタン社は、居留地のウランとバナジウム鉱石の硫酸処理を開始した。工場は1963年に閉鎖したが、残された鉱滓があった。1988年、エネルギー省（DOE）は、土壌、地表水、浅い地下水がすべて汚染されていることを見出した。DOEは、100年後に土地が自然に洗い流され、汚染がなくなると考えている。2010年、DOEは、飲料水に関する環境保護庁（USEPA）の最大汚染レベル（MCL）で許可されているレベルよりも100倍高い汚染を計測した。 部族の職員は、水源がこれらの致命的な毒素によって汚染されていることを心配していた。DOEは、水道パイプラインにプラスチックのポリ塩化ビニル（PVC）を使用している。ウインド・リバー環境品質委員会の当局者は、それが安全で壊れないと住民を安心させた、しかし、このパイプは過去1年以内に何度も破損している。土壌の除染不足、不十分なパイプライン設備、洪水による高レベルの汚染拡散に関するデータ不足、といったことで、住民はDOEにうんざりしている。アキンタン博士は、ウラン鉱滓の場所が癌発生率の増加を引き起こしていることを示唆するのは難しいが、「それはリスク指標となる」と述べている。居留地の癌発生率は、全国および州の平均よりも高い。アキンタン博士の報告は癌の発生率の増加を示しているが、この研究には多くの不備な点があった。最初の不備な点は、回答数の不足であり、合計3,000件の調査に対し、回答は286件のみであった。また、収集データは、参加者からの回答バイアスのために信頼できない自己報告データのみであった。また、結果は優れたものであったが、統計的に有意ではなかった。 

## アラパホ高校との交流
1993年、ウインド・リバー居留地の北部アラパホ族は、コロラド州センテニアルの高校との交流を始め、「2つの非常に多様な文化の共存を気づかせ、広める」こととなった。 以前の論争にもかかわらず、アラパホ高校とアラパホ族は、学校のマスコットに「アラパホ戦士」を採用することで合意した。 学校で使用されているこのマスコットの画像は、北部アラパホ族の芸術家、ウィルバー・アンテロープによって描かれた。 この合意は、学校と部族の今後の長年にわたる交流も約束した。 1993年9月17日に署名されたこの宣言により、「アラパホ戦士」はアンソニー・シッティング・イーグル長老の「常にお互いを大事にする」という言葉を思い出させ、アラパホ高校の生徒と教員に繰り返し使用された 。 
合意の一環として、アラパホ高校とアラパホ族は毎年交互に訪問している。アラパホ族が学校を訪れると、毎日の活動は集会のために一時停止される。 アラパホ高校の生徒たちは、ウインド・リバー・インディアン居留地から来た人たちに同行し、1994年12月にアラパホ酋長のアンソニー・シッティング・イーグルに改名された大きな体育館に入っていく。2つの文化が一緒にお祝いをする。アラパホ族は伝統的な踊りを披露し、部族のリーダーは生徒に話しかける。ウインド・リバー・インディアン居留地を訪れた生徒は、学校の見学に参加し、アラパホ族の文化について詳しく学ぶ。この伝統は今日も続いており、生徒は大きな恩恵を受けている。

## ギャラリー

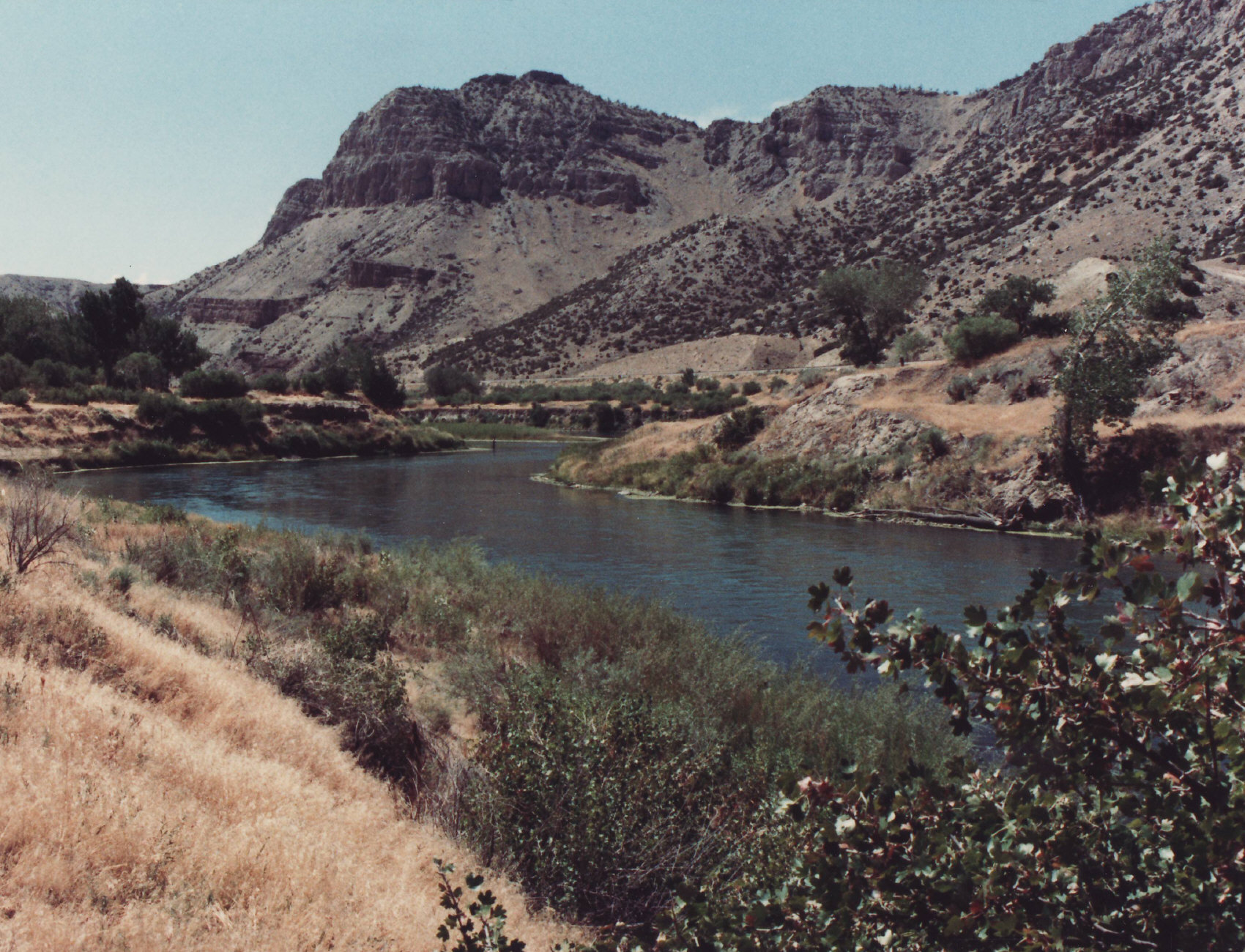
ウィンド川 (ワイオミング州)
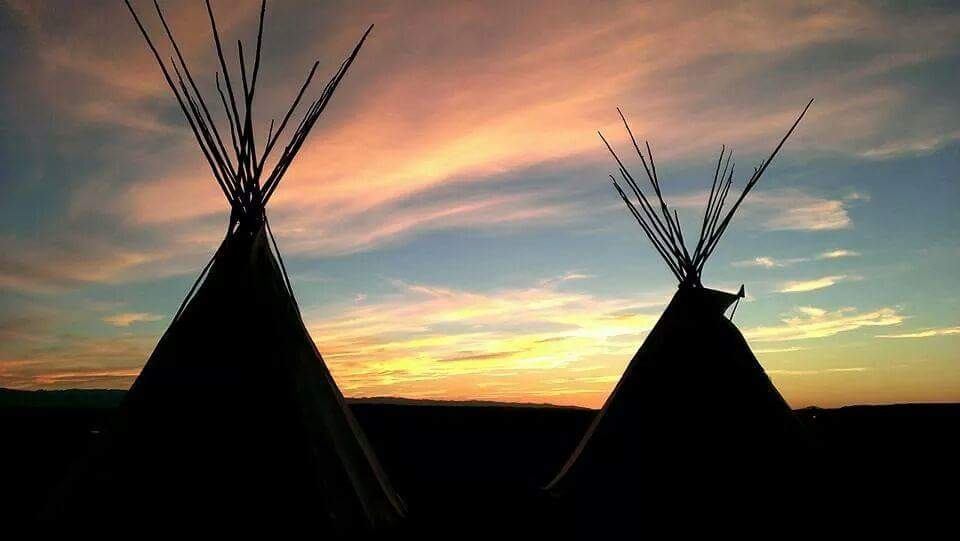
ウィンド・リバー・インディアン居留地のティピーと夕日
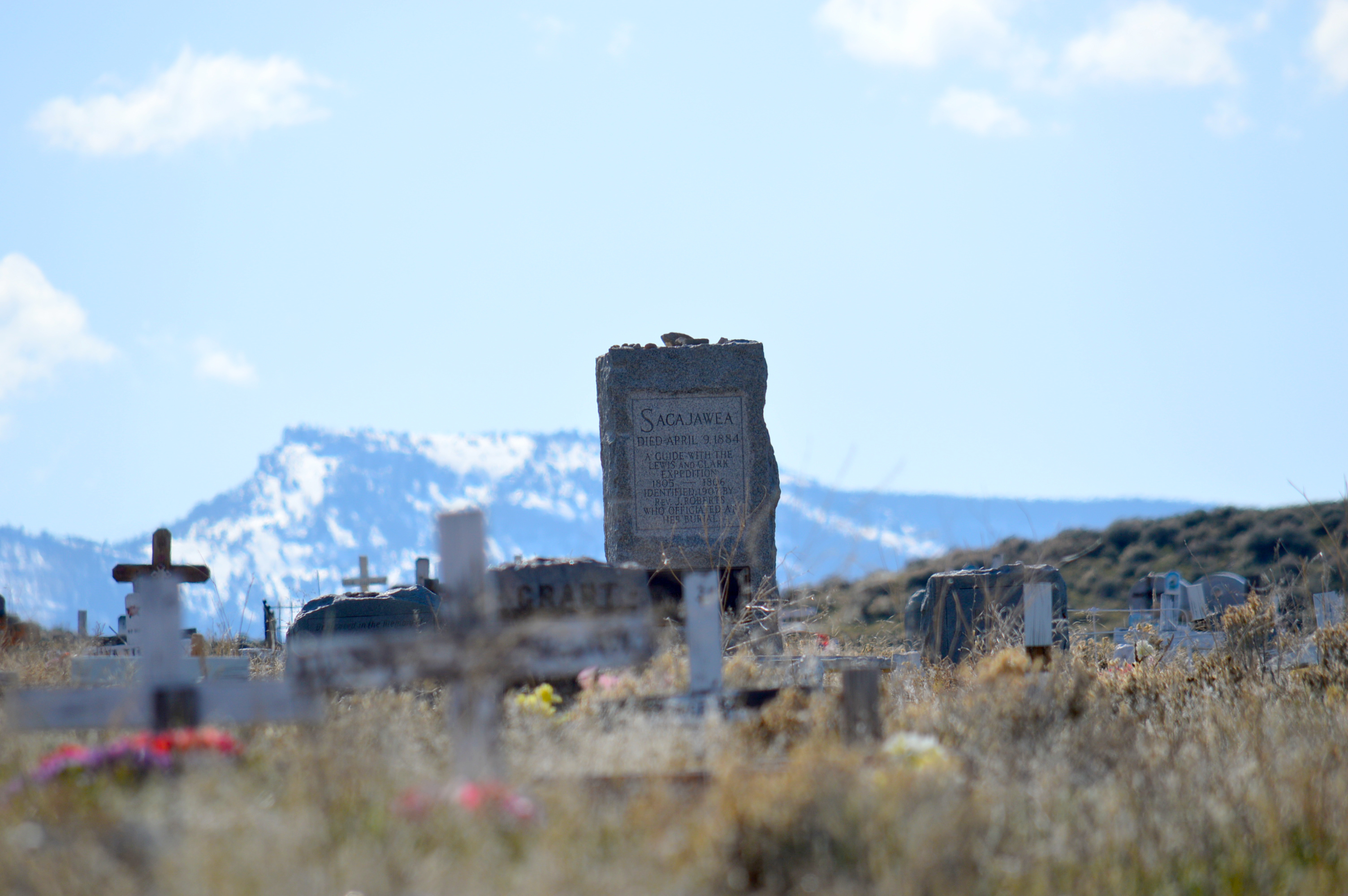
ウィンド・リバー・インディアン居留地のサカガウィアの墓碑
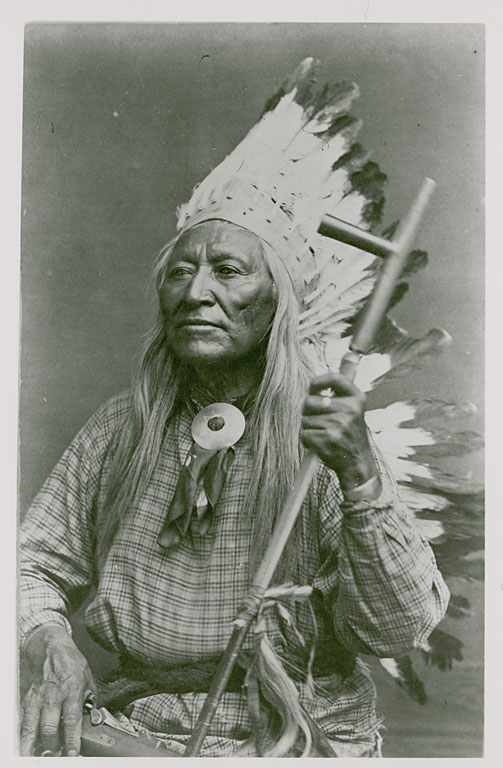
ショショーニ族のワシャキー酋長
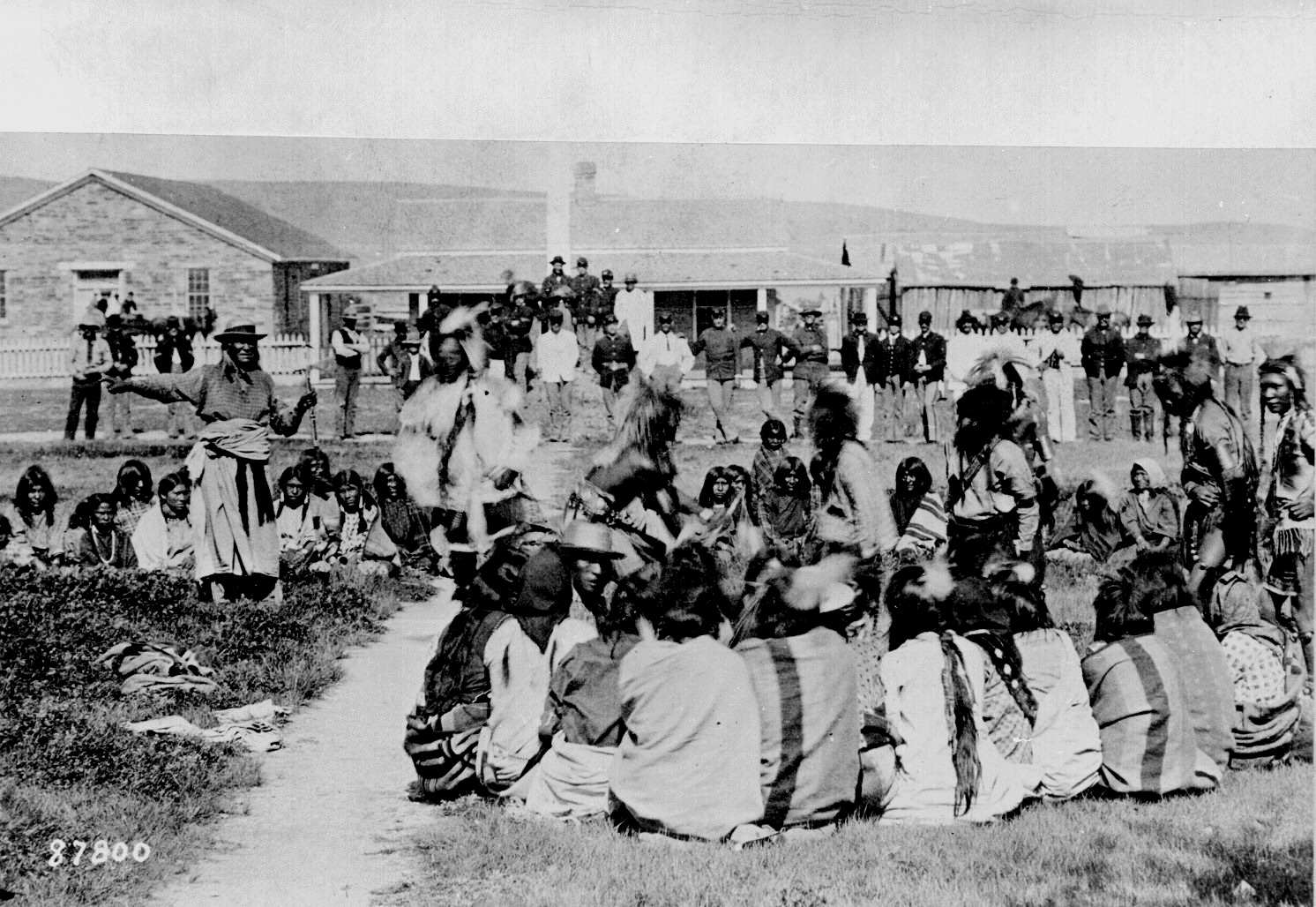
ワシャキー砦で戦士の踊りを見るショショーニ族、右手を伸ばしている人物がワシャキー酋長、1892年
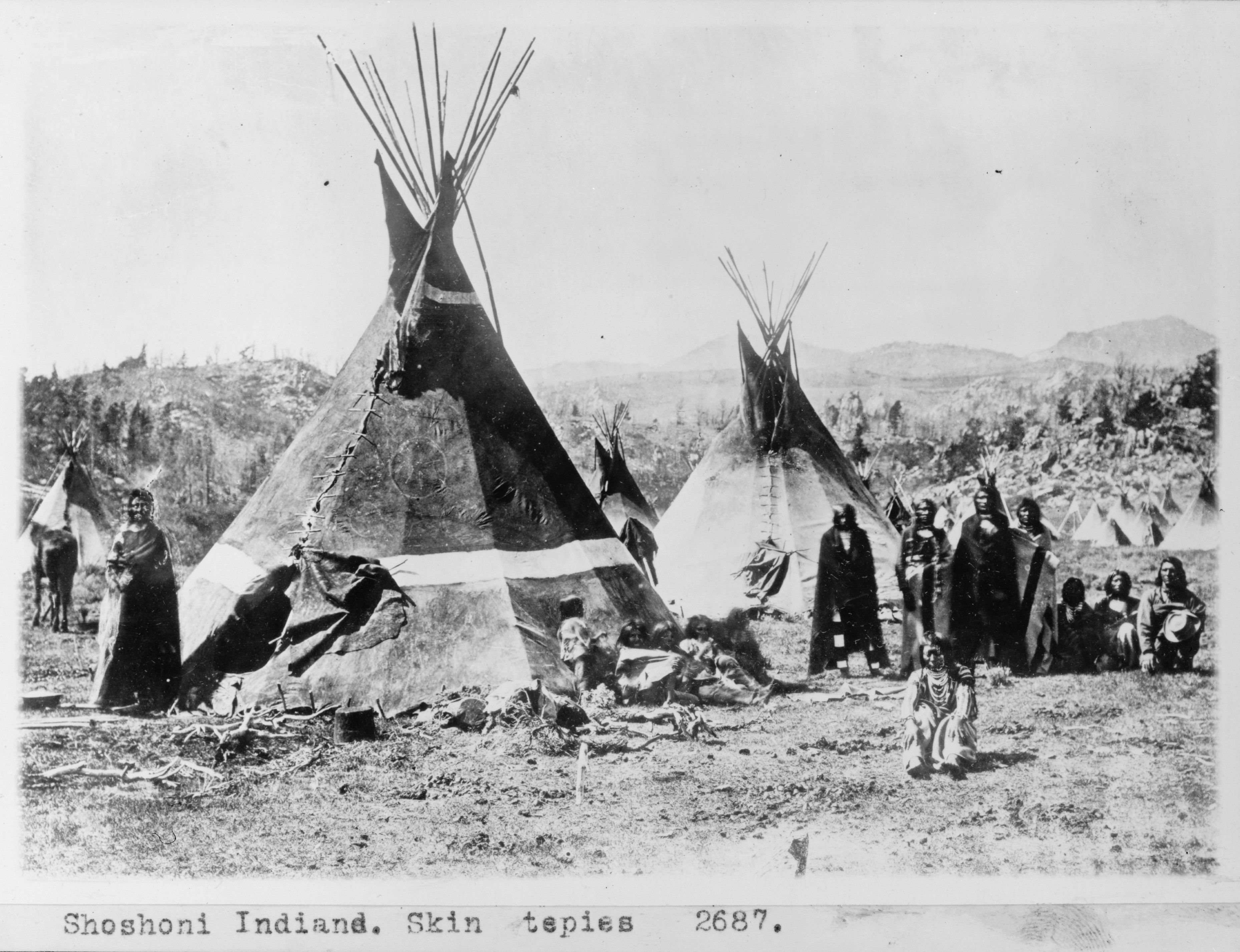
ウインド・リバー山脈でキャンプをするショショーニ族、1870年
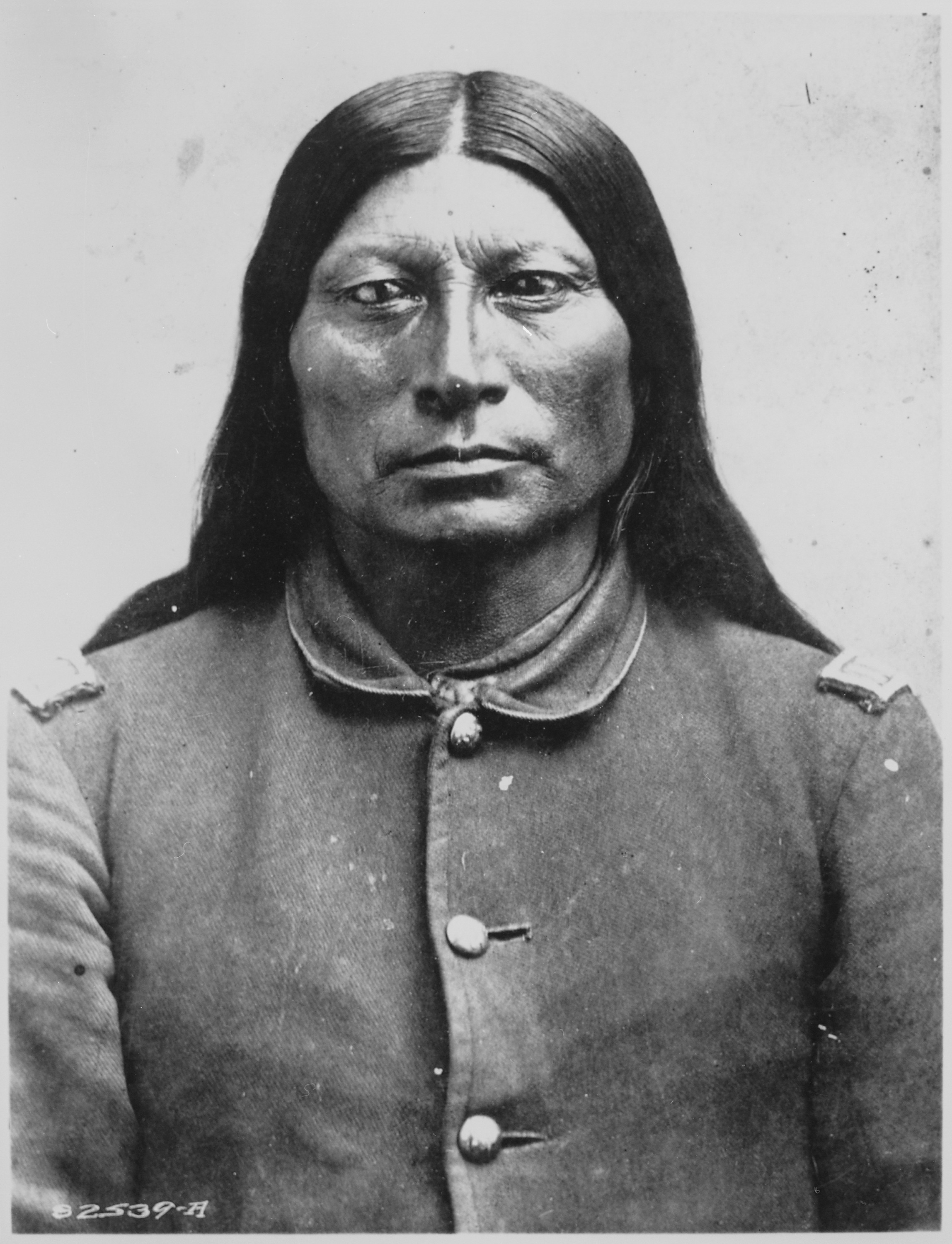
北部アラパホ族の指導者シャープ・ノーズ(米国陸軍の指揮官章のついた軍服を着ている)、1884年
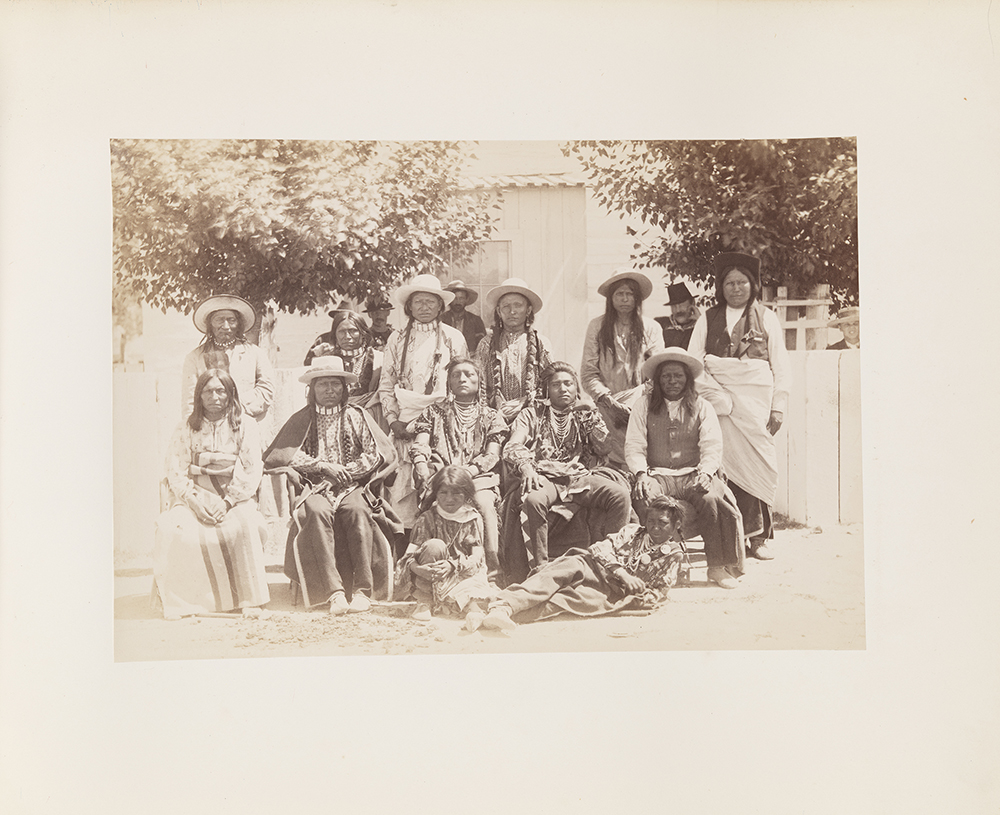
ワシャキー砦におけるアラパホ族の族長ら、1883年
- ワイオミング大学のアラパホ語の学習
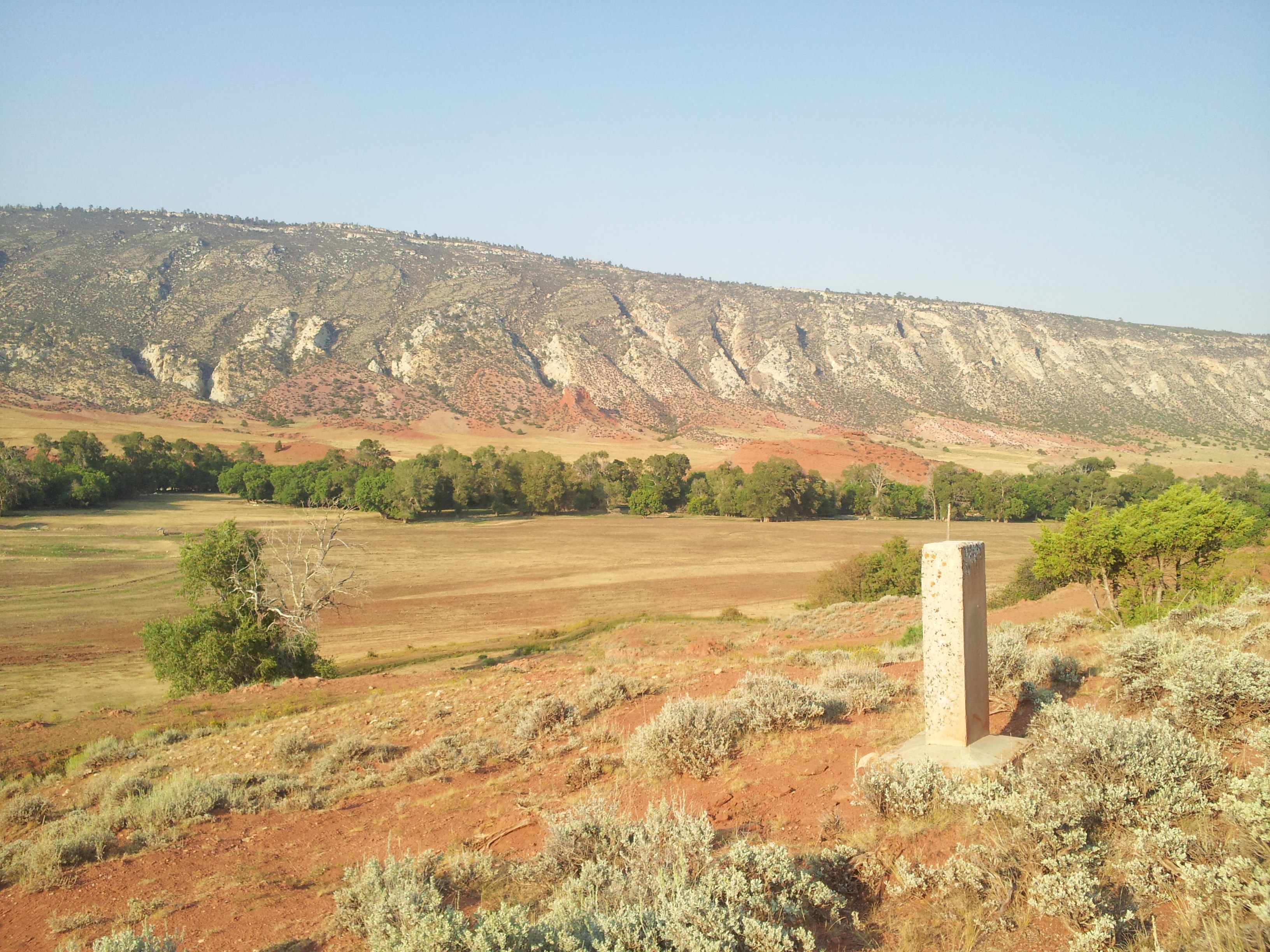
ダル・ナイフ古戦場

## コミュニティ
- アラパホ (ワイオミング州)（英語版）
- ボルダーフラッツ (ワイオミング州)（英語版）
- クロウハート (ワイオミング州)（英語版）
- エセット (ワイオミング州)（英語版）
- フォート・ワシャキー (ワイオミング州)（英語版）
- ハドソン (ワイオミング州)（英語版）
- ジョンズタウン (ワイオミング州)（英語版）